# Vackovec
Vackovec (in tedesco Watzgenreuth) è una frazione di Milhostov, comune ceco del distretto di Cheb, nella regione di Karlovy Vary.

## Geografia fisica
Il villaggio si estende su una superficie di 334,95 ha (equivalenti a circa 3,35 km²). Si trova 2 km a sud-est da Milhostov. Nel villaggio sono state registrate 5 abitazioni, nelle quali vivono 24 persone.
Altri comuni limitrofi sono Hněvín, Vokov, Starost e Dvorek ad ovest, Hluboká, Mostek, Dolní Částkov e Děvín a nord, Mostov e Chotíkov ad est e Nebanice, Odrava, Obilná, Potočiště, Ava, Hlínová e Sebenbach a sud.